# Jewul
Jewul (hebr. יבול) – moszaw położony w samorządzie regionu Eszkol, w Dystrykcie Południowym, w Izraelu.
Leży w zachodniej części pustyni Negew, w otoczeniu kibucu Kerem Szalom, moszawu Jated oraz wioski Awszalom. Na zachodzie przebiega granica z Egiptem.

## Historia
Moszaw został założony w 1981 przez żydowskich osadników ewakuowanych z półwyspu Synaj. W 2005 zamieszkała tutaj duża grupa osadników z ewakuowanego osiedla Netzarim (hebr. נצרים) w Strefie Gazy. Dla ich potrzeb wybudowano we wschodniej części moszawu 110 nowych domów z drogami, pełną infrastrukturą i szkołą religijną.

## Edukacja
W moszawie znajduje się szkoła religijna Talmud Tora Noam Netsarim.

## Kultura i sport
W moszawie jest ośrodek kultury oraz boisko sportowe.

## Gospodarka
Gospodarka moszawu opiera się na intensywnym rolnictwie, uprawach w szklarniach (m.in. pomidory) i sadownictwie.

## Komunikacja
Na zachód od moszawu przebiega droga ekspresowa nr 10  (Kerem Szalom–Owda), brak jednak możliwości wjazdu na nią. Z moszawu wyjeżdża się na północny wschód drogą nr 2200, którą dojeżdża się do moszawu Jated i drogi nr 2211, która prowadzi na północ do drogi nr 232 .